# سلام-خداحافظ
سلام-خداحافظ (انگلیسی: Hello-Goodbye) فیلمی به کارگردانی ژان نگولسکو است که در سال ۱۹۷۰ منتشر شد. از بازیگران آن می‌توان به مایکل کراوفورد و کورد یورگنس اشاره کرد.